# Seznam televizních seriálů Marvel Cinematic Universe
Toto je seznam televizních seriálů Marvel Cinematic Universe, které jsou založeny na komiksových postavách od Marvel Comics a vychází nebo jsou inspirovány fikčním světem filmů franšízy MCU.
První televizní seriály se v MCU objevily po vzniku společnosti Marvel Television v roce 2010. Produkční společnost ABC Studios a její divize ABC Signature Studios vyrobily mezi zářím 2013 a říjnem 2020 dvanáct seriálů. Byly premiérově vysílány na satelitních a kabelových televizích a streamovacích službách, a to jmenovitě na ABC, Netflixu, Hulu a Freeformu. Seriály stanice ABC byly inspirovány filmy a účinkovaly v nich filmové postavy, souhrnně tak byly označovány jako „Marvel Heroes“. Skupina seriálů služby Netflix, které se navzájem protínaly, se označovala jako „Marvel Knights“. Seriály zaměřující se na mládež („young adult“) vydala stanice Freeform a služba Hulu, přičemž Hulu plánovalo před uzavřením Marvel Television v prosinci 2019 vytvořit skupinu seriálů zvanou „Adventure into Fear“.
Marvel Studios, produkční společnost stojící za výrobou filmů, začalo v roce 2018 produkovat vlastní seriály a speciály pro streamovací službu Disney+. První z nich měl premiéru v lednu 2021 a od té doby vyšlo dalších třináct a dva speciály. Ve vývoji jsou nejméně tři seriály. Seriály se zaměřují na vedlejší postavy z filmů, mají znatelně vyšší rozpočet a na rozdíl od seriálů Marvel Television jsou s filmy úzce propojeny.

## Vývoj
V červnu 2010 byla založena produkční společnost Marvel Television, v jejímž čele stanul Jeph Loeb. Ta začala produkovat televizní seriály, které braly inspiraci z filmů franšízy Marvel Cinematic Universe. Musela si však být vědoma produkčních plánu Marvel Studios, aby nepřekážela při představování nových postav či věcí ve vesmíru. V srpnu 2015 se Marvel Studios stalo dceřinou společností The Walt Disney Studios a prezident Kevin Feige tak přímo podléhal předsedovi Walt Disney Studios, Alanu F. Hornovi. Z toho důvodu nemusel podléhat výkonnému řediteli Marvel Entertainment, Isaacu Perlmutterovi, pod jehož kontrolou zůstalo Marvel Television. Rozhodnutí bylo viděno jako rozšiřování už existujících rozdílů mezi filmovou a televizní divizí Marvelu a stalo se kvůli tomu nemožným, že by filmy uznávaly události a postavy ze seriálů. V tu chvíli byl Agent Carter jediným seriálem od Marvel Television, na jehož výrobě se významně podílelo Marvel Studios.
V září 2018 Marvel Studios vyvíjelo pro novou streamovací službu Disney+ několik televizních seriálů, které by se zaměřovaly na vedlejší postavy z filmů MCU, u nichž bylo velmi nepravděpodobné, že by se objevily ve vlastních filmech. Herci, kteří dané postavy ztvárnili ve filmech, si v seriálech zopakují své role. Feige stál při vývoji každého ze seriálů a zaměřoval se na kontinuitu příběhu s filmy a zabýval se hereckým obsazením. Loeb řekl, že Marvel Television bude v MCU nadále vyvíjet nové televizní seriály, a to i pro službu Disney+. V březnu 2019 Feige řekl, že Marvel Studios použije v seriálech postavy z filmů, v jejich průběhu se změní a dané změny pak budou reflektovány ve filmech. Nové postavy, které byly představeny v seriálech, se také mohou objevit ve filmech. V září 2019 byla většina seriálů od Marvel Television zrušena nebo skončila a vývoj několika dalších projektů nepokračoval. Časopis Variety napsal, že tyto události byly vnímány jako vyřazení Marvel Television ve prospěch nových seriálů od Marvel Studios, které mělo přístup ke známým postavám MCU. Bylo také oznámeno, že rozpočet každého ze seriálů bude činit 100 až 150 milionů dolarů, což je znatelně více, než měly k dispozici seriály od Marvel Television. Následující měsíc byl Feige jmenován na pozici Chief Creative Officer společnosti Marvel Entertainment, Marvel Television tak bude spadat pod Marvel Studios a jeho vedení bude podléhat Feigovi. Očekávalo se, že Loeb koncem roku opustí Marvel.
V prosinci 2019 Feige označil seriály od Marvel Studios jako „nový typ filmového příběhu, který jsme dosud nedělali“ a naznačil, že je považuje za první příběhy MCU v televizi: „Úplně poprvé bude MCU u vás doma na vašich televizních obrazovkách na Disney+ a bude propojeno s filmy.“ Dalšího dne Marvel Television oznámilo, že dokončí práce na dosud neukončených televizní seriálech, ale přestane vyvíjet nové projekty. Bylo rozhodnuto, že se divize uzavře a několik osob na vedoucích pozicích, jako je například výkonný producent Karim Zreik, se přesune do Marvel Studios, kde budou dozorovat nad dokončením seriálů. Ostatní zaměstnanci byli propuštěni a Loebovi bylo řečeno, aby zůstal ve společnosti do doby, dokud nebude dokončeno její předání. Zreik opustil Marvel Studios v červnu 2020, aby se stal výkonným producentem televizních projektů Phila Lorda a Christophera Millera. Ti plánují pro Sony Pictures Television vytvořit několik seriálů, které budou vycházet z materiálů Marvelu a měly by být propojeny s filmy franšízy Sony's Spider-Man Universe (SSU).
V únoru 2021 bylo oznámeno, že v rámci smlouvy s Walt Disney Television bude produkční společnost Proximity Media Ryana Cooglera spolupracovat s Marvel Studios na některých seriálech Disney+. Jac Schaefferová, tvůrkyně seriálu WandaVision, podepsala v květnu tříletou smlouvu s Marvel Studios, se kterým vyvine pro Disney+ další projekty. Následujícího měsíce výkonná viceprezidentka Marvel Studios Victoria Alonsová řekla, že expanze do animovaného tvorby prostřednictvím seriálu Co kdyby…? se stala příležitostí pro různorodější MCU. Dodala, že díky animaci mohlo Marvel Studios pracovat s novými studii po celém světě. V tu chvíli Marvel Studios zakládalo nové animované odvětví a mini studio, které by se měly zaměřovat na další animovanou tvorbu, vytvářelo novou infrastrukturu, se kterou by mělo být možné vyvíjet několik animovaných seriálů naráz, a hledalo okolo 300 lidí, které by zaměstnalo do produkčních rolí animovaných seriálů Disney+. Bryan Andrews, režisér Co kdyby…?, řekl, že každý další seriál bude stát „sám za sebe a snad prozkoumá neznámé aspekty MCU“. Dle Brada Winderbauma z Marvel Studios bude studio vyprávět v animované formě pouze takové příběhy, o kterých si budou myslet, že jsou na to vhodné. Dodal, že „za správných okolností“ nemá Marvel Studios problém pracovat na obsahu MCU se sesterskými společnostmi Pixar Animation a Walt Disney Animation.

## Marvel Television

### Seriály ABC
| Český název         | Původní název                   | Řada | Díly | Datum vysílání v USA | Datum vysílání v USA | Datum vysílání v USA | Showrunner                                          | Tvůrce                                           |
| Český název         | Původní název                   | Řada | Díly | První díl            | Poslední díl         | Stanice              | Showrunner                                          | Tvůrce                                           |
| ------------------- | ------------------------------- | ---- | ---- | -------------------- | -------------------- | -------------------- | --------------------------------------------------- | ------------------------------------------------ |
| Agenti S.H.I.E.L.D. | Marvel's Agents of S.H.I.E.L.D. | 1    | 22   | 24. září 2013        | 13. května 2014      | ABC                  | Jed Whedon, Maurissa Tancharoenová a Jeffrey Bell   | Joss Whedon, Jed Whedon a Maurissa Tancharoenová |
| Agenti S.H.I.E.L.D. | Marvel's Agents of S.H.I.E.L.D. | 2    | 22   | 23. září 2014        | 12. května 2015      | ABC                  | Jed Whedon, Maurissa Tancharoenová a Jeffrey Bell   | Joss Whedon, Jed Whedon a Maurissa Tancharoenová |
| Agenti S.H.I.E.L.D. | Marvel's Agents of S.H.I.E.L.D. | 3    | 22   | 29. září 2015        | 17. května 2016      | ABC                  | Jed Whedon, Maurissa Tancharoenová a Jeffrey Bell   | Joss Whedon, Jed Whedon a Maurissa Tancharoenová |
| Agenti S.H.I.E.L.D. | Marvel's Agents of S.H.I.E.L.D. | 4    | 22   | 20. září 2016        | 16. května 2017      | ABC                  | Jed Whedon, Maurissa Tancharoenová a Jeffrey Bell   | Joss Whedon, Jed Whedon a Maurissa Tancharoenová |
| Agenti S.H.I.E.L.D. | Marvel's Agents of S.H.I.E.L.D. | 5    | 22   | 1. prosince 2017     | 18. května 2018      | ABC                  | Jed Whedon, Maurissa Tancharoenová a Jeffrey Bell   | Joss Whedon, Jed Whedon a Maurissa Tancharoenová |
| Agenti S.H.I.E.L.D. | Marvel's Agents of S.H.I.E.L.D. | 6    | 13   | 10. května 2019      | 2. srpna 2019        | ABC                  | Jed Whedon, Maurissa Tancharoenová a Jeffrey Bell   | Joss Whedon, Jed Whedon a Maurissa Tancharoenová |
| Agenti S.H.I.E.L.D. | Marvel's Agents of S.H.I.E.L.D. | 7    | 13   | 27. května 2020      | 12. srpna 2020       | ABC                  | Jed Whedon, Maurissa Tancharoenová a Jeffrey Bell   | Joss Whedon, Jed Whedon a Maurissa Tancharoenová |
| Agent Carter        | Marvel's Agent Carter           | 1    | 8    | 6. ledna 2015        | 24. února 2015       | ABC                  | Tara Buttersová, Michele Fazekasová a Chris Dingess | Christopher Markus a Stephen McFeely             |
| Agent Carter        | Marvel's Agent Carter           | 2    | 10   | 19. ledna 2016       | 1. března 2016       | ABC                  | Tara Buttersová, Michele Fazekasová a Chris Dingess | Christopher Markus a Stephen McFeely             |
|                     | Marvel's Inhumans               | 1    | 8    | 29. září 2017        | 10. listopadu 2017   | ABC                  | Scott Buck                                          | Scott Buck                                       |

Prvním televizním seriálem, který se stal součástí Marvel Cinematic Universe a vyrobila jej produkční společnost Marvel Television, byli Agenti S.H.I.E.L.D.. Televizní stanice ABC objednala pilotní díl v srpnu 2012. V lednu 2014 byla oznámena produkce seriálu Agent Carter, který byl následně zrušen v květnu 2016. V listopadu téhož roku Marvel ohlásil seriál Inhumans, na jehož výrobě se podílela také společnost IMAX Corporation. Je založen na stejnojmenné rase, jež se původně měla objevit ve zrušeném filmu od Marvel Studios. ABC zrušilo seriál v květnu 2018. V červenci 2019 bylo oznámeno, že připravovaná sedmá řada Agentů S.H.I.E.L.D. se stane řadou poslední. Loeb následujícího měsíce vysvětlil, proč se Marvel rozhodl označit seriály stanice ABC jako „Marvel Heroes“. Důvodem byla jejich propojenost s filmy a fakt, že se v nich poprvé objevily hlavní postavy Agentů S.H.I.E.L.D. a Agent Carter.
V Česku byly uvedeny dva televizní seriály stanice ABC, a to Agenti S.H.I.E.L.D. a Agent Carter. Agenti S.H.I.E.L.D. vysílala stanice Nova Action, původně Fanda TV, od 20. září 2015 do 10. dubna 2017, dohromady však byly odvysílali pouze tři řady. Čtvrá až sedmá řada Agentů S.H.I.E.L.D. společně s seriálem Agent Carter byla v česku zpřístupněna v rámci spuštění služby Disney+ 14. června 2022.

#### Projekty
Seriál založený na postavě Mockingbird byl ve vývoji od roku 2011. Postava se poté společně s Lancem Hunterem objevila ve druhé řadě Agentů S.H.I.E.L.D.. V roce 2015 byl stanicí ABC objednán pilotní díl Most Wanted, v němž obě postavy měly hrát hlavní roli a jehož showrunnery se stali Jeffrey Bell a Paul Zbyszewski. V květnu 2016 stanice rozhodla, že pilot odvysílán nebude. ABC mimo jiné objednalo v říjnu 2015 pilotní díl seriálu Damage Control, jenž měl být založen na stejnojmenném týmu. Jeho tvůrcem byl Ben Karlin.

### Seriály Netflixu
| Český název   | Původní název          | Řada | Díly | Datum vydání       | Datum vydání       | Datum vydání | Showrunner                            | Tvůrce               |
| Český název   | Původní název          | Řada | Díly | První díl          | Poslední díl       | Stanice      | Showrunner                            | Tvůrce               |
| ------------- | ---------------------- | ---- | ---- | ------------------ | ------------------ | ------------ | ------------------------------------- | -------------------- |
| Daredevil     | Marvel's Daredevil     | 1    | 13   | 10. dubna 2015     | 10. dubna 2015     | Netflix      | Steven S. DeKnight                    | Drew Goddard         |
| Daredevil     | Marvel's Daredevil     | 2    | 13   | 18. března 2016    | 18. března 2016    | Netflix      | Doug Petrie a Marco Ramirez           | Drew Goddard         |
| Daredevil     | Marvel's Daredevil     | 3    | 13   | 19. října 2018     | 19. října 2018     | Netflix      | Erik Oleson                           | Drew Goddard         |
| Jessica Jones | Marvel's Jessica Jones | 1    | 13   | 20. listopadu 2015 | 20. listopadu 2015 | Netflix      | Melissa Rosenbergová                  | Melissa Rosenbergová |
| Jessica Jones | Marvel's Jessica Jones | 2    | 13   | 8. března 2018     | 8. března 2018     | Netflix      | Melissa Rosenbergová                  | Melissa Rosenbergová |
| Jessica Jones | Marvel's Jessica Jones | 3    | 13   | 14. června 2019    | 14. června 2019    | Netflix      | Melissa Rosenbergová a Scott Reynolds | Melissa Rosenbergová |
| Luke Cage     | Marvel's Luke Cage     | 1    | 13   | 30. září 2016      | 30. září 2016      | Netflix      | Cheo Hodari Coker                     | Cheo Hodari Coker    |
| Luke Cage     | Marvel's Luke Cage     | 2    | 13   | 22. června 2018    | 22. června 2018    | Netflix      | Cheo Hodari Coker                     | Cheo Hodari Coker    |
| Iron Fist     | Marvel's Iron Fist     | 1    | 13   | 17. března 2017    | 17. března 2017    | Netflix      | Scott Buck                            | Scott Buck           |
| Iron Fist     | Marvel's Iron Fist     | 2    | 10   | 7. září 2018       | 7. září 2018       | Netflix      | Raven Metzner                         | Scott Buck           |
| The Defenders | Marvel's The Defenders | 1    | 8    | 18. srpna 2017     | 18. srpna 2017     | Netflix      | Marco Ramirez                         | Marco Ramirez        |
| The Punisher  | Marvel's The Punisher  | 1    | 13   | 17. listopadu 2017 | 17. listopadu 2017 | Netflix      | Steve Lightfoot                       | Steve Lightfoot      |
| The Punisher  | Marvel's The Punisher  | 2    | 13   | 18. ledna 2019     | 18. ledna 2019     | Netflix      | Steve Lightfoot                       | Steve Lightfoot      |

V říjnu 2013 Marvel vyvíjel čtyři dramatické seriály a jednu minisérii, které plánoval odvysílat na VOD službách a kabelových televizích. Zájem o ně projevily streamovací služby Netflix a Amazon a televize WGN America. Následujícího měsíce Disney oznámilo, že se domovem hraných seriálů stal Netflix. Budou založeny na postavách Daredevil, Jessica Jones, Iron Fist a Luke Cage, vše pak vyvrcholí ve společné minisérii založené na Defenders. V dubnu 2016 Marvel a Netflix objednaly produkci seriálu The Punisher, který je spin-offem Daredevila. Netflix zrušil v únoru 2019 všechny seriály, nadále ale streamoval už vyrobené řady. Kvůli uzavřené smlouvě s Disneym se po jejich zrušení nemohly hlavní postavy objevit v jiných než netflixovských filmech a seriálech, a to po dobu nejméně dvou let. Loeb v srpnu 2019 uvedl, že Marvel Television označuje seriály Netflixu jako „Marvel Street-Level Heroes“ či „Marvel Knights“.
V Česku byl obsah služby a s tím i seriály od Marvelu zpřístupněny po jeho uvedení na trh v lednu 2016, kromě seriálu The Defenders, který nebyl na českém Netflixu dostupný. Všech šest seriálů bylo v česku zpřístupněno v rámci služby Disney+ 29. června 2022, včetně české premiéry The Defenders.

### Young adult seriály
| Český název | Původní název           | Řada | Díly          | Datum vydání/vysílání v USA | Datum vydání/vysílání v USA | Datum vydání/vysílání v USA | Showrunner                          | Tvůrce                              |
| Český název | Původní název           | Řada | Díly          | První díl                   | Poslední díl                | Stanice                     | Showrunner                          | Tvůrce                              |
| ----------- | ----------------------- | ---- | ------------- | --------------------------- | --------------------------- | --------------------------- | ----------------------------------- | ----------------------------------- |
| Runaways    | Marvel's Runaways       | 1    | 10            | 21. listopadu 2017          | 9. ledna 2018               | Hulu                        | Josh Schwartz a Stephanie Savageová | Josh Schwartz a Stephanie Savageová |
| Runaways    | Marvel's Runaways       | 2    | 13            | 21. prosince 2018           | 21. prosince 2018           | Hulu                        | Josh Schwartz a Stephanie Savageová | Josh Schwartz a Stephanie Savageová |
| Runaways    | Marvel's Runaways       | 3    | 10            | 13. prosince 2019           | 13. prosince 2019           | Hulu                        | Josh Schwartz a Stephanie Savageová | Josh Schwartz a Stephanie Savageová |
|             | Marvel's Cloak & Dagger | 1    | 10            | 7. června 2018              | 2. srpna 2018               | Freeform                    | Joe Pokaski                         | Joe Pokaski                         |
| 2           | Marvel's Cloak & Dagger | 10   | 4. dubna 2019 | 30. května 2019             |                             | Freeform                    | Joe Pokaski                         | Joe Pokaski                         |

Loeb v roce 2011 na San Diego Comic-Con oznámil, že byl ve vývoji seriál založený na postavách Cloak a Dagger od Marvel Comics. Produkci seriálu objednala stanice Freeform v dubnu 2016. V srpnu téhož roku objednala služba Hulu seriál založený na skupině Runaways. Původně Marvel nepočítal se společným crossoverem, v srpnu 2019 však bylo oznámeno, že se Cloaka a Dagger objeví ve třetí řadě Runaways. Loeb vysvětlil, proč Marvel označil Runaways a Cloak & Dagger jako „YA“ či „young adult“. Řekl, že výroba seriálů pro mládež byla reakcí Marvel Television na Marvel Studios a jeho Spider-Mana. Doufal také, že v budoucnu vzniknou další crossovery mezi oběma seriály. Nicméně Cloak & Dagger byl zrušen v říjnu 2019 a Runaways v listopadu.
V Česku byl uveden pouze jeden Young adult televizní seriál stanice Hulu, Runaways v rámci spuštění služby Disney+ v ČR. Druhá a třetí řada byly k dispozici od 14. června 2022, první řada byla zveřejněna 29. června 2022.

#### Neodvysílaný pilot
Na konci roku 2016 byl oznámen vývoj komediálního seriálu založeném na superhrdinském týmu New Warriors. V dubnu 2017 objednala stanice Freeform seriál New Warriors, jehož showrunnerem se stal Kevin Biegel. Počínaje listopadem téhož roku nemohl Freeform seriál odvysílat a pilotní díl tak hledal novou stanici. V září 2019 byl seriál oficiálně zrušen.

### Adventure into Fear
| Český název | Původní název     | Řada | Díly | Datum vydání   | Datum vydání   | Datum vydání | Showrunner      | Tvůrce          |
| Český název | Původní název     | Řada | Díly | První díl      | Poslední díl   | Stanice      | Showrunner      | Tvůrce          |
| ----------- | ----------------- | ---- | ---- | -------------- | -------------- | ------------ | --------------- | --------------- |
|             | Marvel's Helstrom | 1    | 10   | 16. října 2020 | 16. října 2020 | Hulu         | Paul Zbyszewski | Paul Zbyszewski |

V květnu 2019 služba Hulu objednala dva televizní seriály, jeden o Ghost Riderovi a druhý o sourozencích Daimonu a Sataně Hellstromové. Cílem bylo vytvořit propojený vesmír v podobném stylu, jako byly propojeny seriály Netflixu. Marvel představil seriály pod názvem „Spirits of Vengeance“ (česky Duchové pomsty) a Loeb řekl, že se přesouvají do nové a „mrazivější“ části vesmíru Marvelu. V srpnu Loeb odhalil, že Marvel nyní nazývá sérii jako „Adventure into Fear“ (česky Dobrodružství do strachu) a že jsou ve vývoji další seriály. Následujícího měsíce se Hulu rozhodlo kvůli tvůrčím neshodám zrušit Ghost Ridera. V prosinci, kdy bylo Marvel Television sloučeno do Marvel Studios, studio oznámilo, že dokončí práci na Helstromovi, ale další řady vyrobeny nebudou. Helstrom byl zrušen v prosinci 2020.

### Propojení s filmy
| Po Loebovi to projdeme New Yorkem, Joem Quesadou, Danem Buckleyem a těmi kluky. Dali jsme náš materiál Kevinu Feigovi a jeho filmové skupině, abychom zjistili, zdali bychom se s něčím mohli propojit či zdali jsou v pořádku s tím, že použijeme postavu, zbraň nebo jinou skvělou věc. Všechno je úzce propojené. |
| Jeffrey Bell, výkonný producent Agentů S.H.I.E.L.D., v září 2014 během rozhovor o tvorbě v MCU |

V roce 2014 Jeffrey Bell, výkonný producent Agentů S.H.I.E.L.D., oznámil na panelu události PaleyFest, že producenti a scenáristé byli připraveni číst scénáře připravovaných filmů MCU, aby se vědělo, kam bude vesmír směřovat. Poznamenal, že pro filmy bylo výhodné mít po boku televizní seriály, které mezi nimi vyplní „mezery“, protože filmy musí být „velké“ a musí se „rychle pohybovat skrz spousty obrovských kousků“. Jeho kolega, výkonný producent Jed Whedon, vysvětlil, že než dojde k propojení, musí každý z projektů Marvelu stát nejprve o samotě. Dodal, že si museli být vědomi produkčních plánu Marvel Studios, aby seriály nepřekážely při představování nových postav či věcí ve vesmíru. Bell řekl, že daný způsob tvorby byl výhodný, protože lidé, kteří nesledovali filmy, mohli stále sledovat seriály a naopak. Joss Whedon poznamenal, že kvůli tomuto procesu dostaly televizní seriály „zbytky“.
V říjnu 2014 Feige řekl, že existovala možnost, že se postavy ze seriálů od Netflixu objeví ve filmu Avengers: Infinity War (2018). V březnu 2015 Loeb sdělil, že Marvel Television si nejprve musí „získat“ schopnost propojit seriály Netflixu s filmy a seriály od ABC. Dodal, že se před crossovery musel každý ze seriálů vystavět a sám sebe definovat. V září 2015 Feige na adresu odkazování z filmů na seriály řekl, že „v určitém okamžiku to bude nevyhnutelné“. Poznamenal však, že produkční plány seriálů jim dovolily být „svižnější a rychlejší“ v seriálové tvorbě, která by se mohla propojit s filmy, ale dlouhodobé produkční plány filmů ztěžují možnost, aby se ve filmech odkazovalo na události ze seriálů.
V červenci 2016 Loeb opět promluvil o problémech s plánováním, kdy řekl: „Pokud natáčím televizní seriál a bude to trvat šest nebo osm měsíců, jakým způsobem zajistím, že se televizní herec bude moci objevit ve filmu?“ S tím by nebyl problém, pokud by se postavy objevily ve filmech na malou chvíli (cameo). Loeb však vysvětlil, že Marvel neměl o camea a jiné easter eggy zájem, protože by to mohlo odvádět pozornost od vyprávěného příběhu: „Máme pocit, že spojení není jenom o tom, že se někdo objeví ve filmu nebo mimo televizní pořad. Je to propojeno způsobem, že pořady pocházejí ze stejného místa, že jsou skutečné, že jsou uzemněny.“ Ericu Carrollovi, producentovi filmu Spider-Man: Homecoming (2017), přišlo, že by po představení Spider-Mana žijícího v Queensu mohlo být „opravdu zábavné“ zmínit Defenders z Manhattanu. Dodal: „Je to rozhodně karta, kterou bych rád viděl zahranou, a to dříve než později.“ V lednu 2017 Vincent D'Onofrio, hlavní představil Wilsona Fiska v Daredevilovi, řekl, že by mu nedělalo problém se objevit ve filmech, nicméně si nemyslel, že se to někdy stane. D'Onofrio citoval původní Feigovo zdůvodnění a také fakt, že filmy měly obtíže starat se o velký počet postav. V březnu 2017 Anthony Mackie, který ve filmech ztvárňuje postavu Sama Wilsona, řekl, že mu přišlo, že by crossover mezi filmy a televizními seriály „nikdy nefungoval“. Odůvodnil to tím, že se jedná o „rozdílné vesmíry, světy, společnosti a designy“ a že „je Kevin Feige velmi konkrétní v tom, jak chce, aby byl Marvel Universe viděn ve filmovém světě“. V květnu téhož roku Feige poznamenal, že pokud se postava objeví v televizním seriálů, neznamená to, že se neobjeví ve filmu, a dodal, že „v určité chvíli crossover bude. Crossover, opakování nebo tak něco.“ Loeb ohledně skutečnosti, že je Phil Coulson naživu a zdali se o tom Avengeři dozvědí, uvedl: „Určitě se jedná o věc, která bude vyřešena, a bude vyřešena velmi překvapivým způsobem.“
Loeb v červenci 2017 řekl, že Marvel Television nemělo v plánu natočit mezi stanicemi společný crossover. Vyjádřil se zejména k seriálům Cloak & Dagger, New Warriors a Runaways, které jsou si podobné tématem a zaměřují se na mladé hrdiny: „Uvidíte věci, které se navzájem komentují; snažíme se dotknout základny, kdekoli to jde... věci, které se odehrávají v L.A. [kde jsou zasazeni Runaways], nebudou přímo ovlivňovat věci, které se odehrávají v New Orleans [kde jsou zasazeni Cloak & Dagger]... Ví se o tom a snažíme se najít cestu, jak to vyřešit, aby to dávalo smysl.“ V říjnu dodal, že plánování jednotlivých seriálů výrazně ovlivňuje případné crossovery mezi nimi a že je potřeba vzít v úvahu „pocity“ stanice. Také se vyjádřil k tomu, proč, když zobrazovali New York City, se v televizních seriálech neobjevila Avengers Tower, jako se objevuje ve filmech. Uvedl, že Marvel Television chtělo být „méně konkrétní“ ve vztahu televizních postav k věži, protože to „pomáhá publiku pochopit, že se to může odehrávat na jakémkoli rohu ulice“ a že se postavy mohly nacházet na jakémkoliv místě ve městě, odkud věž nebyla vědět, přestože existovala. V červnu 2018 Loeb promluvil o tom, jakým způsobem budou televizní seriály ovlivněny událostmi filmu Avengers: Infinity War: „Většina našich příběhů se bude odehrávat předtím, než Thanos luskl svými prsty. Mnoho z toho má co do činění s produkcí a s tím, kdy vyprávíme své příběhy oproti tomu, kdy vychází filmy.“ V dubnu 2019 se herec James D'Arcy objevil ve filmu Avengers: Endgame, ve kterém si zopakoval roli Edwina Jarvise z televizního seriálu Agent Carter. Bylo to vůbec poprvé, kdy se postava z televizních seriálů MCU objevila ve filmech MCU.
Loeb v souvislosti se zasazením seriálů od Marvel Television ve větší časové ose MCU poznamenal: „Nechceme v našich pořadech dělat to, co by bylo v rozporu s tím, co se děje ve filmech. Filmy vše vedou. Tvoří časovou osu MCU a to, co se v ní děje. Naším úkolem je se v tomto světě navigovat.“ Společnost Roxxon Corporation, která se objevila ve filmech o Iron Manovi, byla několikrát zmíněna v seriálech od Marvel Television. Adam Barnhardt z ComicBook.com to označil jako „typický easter egg většiny pořadů zapojených ve sféře Marvel Television“. V březnu 2021 se kniha Darkhold objevila v seriálu WandaVision, měla však rozdílný potah než ta v Agentech S.H.I.E.L.D. a Runaways. Ačkoli tvůrkyně seriálu Jac Schaefferová řekla, že se nevedly žádné „velké diskuse“ mezi scenáristy ohledně výskytu knihy v seriálech od Marvel Television, režisér Matt Shakman uvedl, že přestože měla nový potah, jednalo se o tu samou, která byla k vidění v seriálech. Jack Shephard z časopisu Total Film po představení mnohovesmíru ve finále první řady Lokiho napsal, že Marvel Studios oficiálně oznámilo, že se seriály od Marvel Television odehrávají v jiné časové linii daného mnohovesmíru a že nejsou kánony, protože fanouškům a recenzentům začalo být zřejmé, že studio nebere události z těchto seriálů v potaz.

## Marvel Studios

### Čtvrtá fáze
V roce 2019 Feige na San Diego Comic-Con oznámil, že na Disney+ budou vydány televizní seriály Falcon a Winter Soldier, WandaVision, Loki a Hawkeye, které jsou součástí čtvrté fáze Marvel Cinematic Universe od Marvel Studios. Na události D23 Expo ohlásil, že součástí čtvrté fáze budou také seriály Moon Knight, Ms. Marvel a She-Hulk: Neuvěřitelná právnička.
| Český název                      | Původní název                     | Řada                 | Díly                 | Datum vydání         | Datum vydání         | Tvůrce               | Režisér                                                                |
| Český název                      | Původní název                     | Řada                 | Díly                 | První díl            | Poslední díl         | Tvůrce               | Režisér                                                                |
| 4. fáze / Phase Four             | 4. fáze / Phase Four              | 4. fáze / Phase Four | 4. fáze / Phase Four | 4. fáze / Phase Four | 4. fáze / Phase Four | 4. fáze / Phase Four | 4. fáze / Phase Four                                                   |
| -------------------------------- | --------------------------------- | -------------------- | -------------------- | -------------------- | -------------------- | -------------------- | ---------------------------------------------------------------------- |
| WandaVision                      | WandaVision                       | 1                    | 9                    | 15. ledna 2021       | 5. března 2021       | Jac Schaefferová     | Matt Shakman                                                           |
| Falcon a Winter Soldier          | The Falcon and the Winter Soldier | 1                    | 6                    | 19. března 2021      | 23. dubna 2021       | Malcolm Spellman     | Kari Skoglandová                                                       |
| Loki                             | Loki                              | 1                    | 6                    | 9. června 2021       | 14. července 2021    | Michael Waldron      | Kate Herronová                                                         |
| Hawkeye                          | Hawkeye                           | 1                    | 6                    | 24. listopadu 2021   | 22. prosince 2021    | Jonathan Igla        | Rhys Thomas, Bert a Bertie                                             |
| Moon Knight                      | Moon Knight                       | 1                    | 6                    | 30. března 2022      | 4. května 2022       | Jeremy Slater        | Mohamed Diab, Justin Benson a Aaron Moorhead                           |
| Ms. Marvel                       | Ms. Marvel                        | 1                    | 6                    | 8. června 2022       | 13. července 2022    | Bisha K. Aliová      | Adil El Arbi, Bilall Fallah, Meera Menonová a Sharmeen Obaid-Chinoyová |
| She-Hulk: Neuvěřitelná právnička | She-Hulk: Attorney at Law         | 1                    | 9                    | 18. srpna 2022       | 13. října 2022       | Jessica Gaová        | Kat Coirová a Anu Valiaová                                             |

### Pátá fáze
V prosinci 2020 představil na dni investorů společnosti Disney další dva seriály, které jsou součástí páté fáze, Tajná invaze a Ironheart. Ve vývoji je Echo spin-off Hawkeye, zaměřený na Mayu Lopezovou / Echo,, druhá řada seriálu Loki a Agatha za vším schovaná spin-off WandaVision, zaměřený na Agathu Harkness. V červenci 2022 na SDCC byl oznámen seriál Daredevil: Znovuzrození.
| Český název             | Původní název         | Řada                 | Díly                 | Datum vydání         | Datum vydání         | Tvůrce                          | Režisér                                                                        |
| Český název             | Původní název         | Řada                 | Díly                 | První díl            | Poslední díl         | Tvůrce                          | Režisér                                                                        |
| 5. fáze / Phase Five    | 5. fáze / Phase Five  | 5. fáze / Phase Five | 5. fáze / Phase Five | 5. fáze / Phase Five | 5. fáze / Phase Five | 5. fáze / Phase Five            | 5. fáze / Phase Five                                                           |
| ----------------------- | --------------------- | -------------------- | -------------------- | -------------------- | -------------------- | ------------------------------- | ------------------------------------------------------------------------------ |
| Tajná invaze            | Secret Invasion       | 1                    | 6                    | 21. června 2023      | 26. července 2023    | Kyle Bradstreet                 | Ali Selim                                                                      |
| Loki                    | Loki                  | 2                    | 6                    | 5. října 2023        | 9. listopadu 2023    | Eric Martin                     | Justin Benson, Aaron Moorhead, Dan DeLeeuw a Kasra Farahani                    |
| Echo                    | Echo                  | 1                    | 5                    | 9. ledna 2024        | 9. ledna 2024        | Marion Dayreová a Amy Rardinová | Sydney Freelandová a Catriona McKenzieová                                      |
| Agatha za vším schovaná | Agatha All Along      | 1                    | 9                    | 18. září 2024        | 30. října 2024       | Jac Schaefferová                | Jac Schaefferová, Rachel Goldbergová a Gandja Monteirová                       |
| Daredevil: Znovuzrození | Daredevil: Born Again | 1                    | 9                    | 4. března 2025       | 15. dubna 2025       | Dario Scardapane                | Justin Benson, Aaron Moorhead, Michael Cuesta, Jeffrey Nachmanoff a David Boyd |
| Ironheart               | Ironheart             | 1                    | 6                    | 24. června 2025      | 1. července 2025     | Chinaka Hodgeová                | Sam Baileyová a Angela Barnesová                                               |

### Šestá fáze
| Český název             | Původní název                          | Řada                | Díly                | Datum vydání        | Datum vydání        | Tvůrce              | Režisér                                                                          | Stav                |
| Český název             | Původní název                          | Řada                | Díly                | První díl           | Poslední díl        | Tvůrce              | Režisér                                                                          | Stav                |
| 6. fáze / Phase Six     | 6. fáze / Phase Six                    | 6. fáze / Phase Six | 6. fáze / Phase Six | 6. fáze / Phase Six | 6. fáze / Phase Six | 6. fáze / Phase Six | 6. fáze / Phase Six                                                              | 6. fáze / Phase Six |
| ----------------------- | -------------------------------------- | ------------------- | ------------------- | ------------------- | ------------------- | ------------------- | -------------------------------------------------------------------------------- | ------------------- |
|                         | Wonder Man                             | 1                   | 8                   | prosinec 2025       | bude oznámeno       | Andrew Guest        | Destin Daniel Cretton, Stella Meghieová, James Ponsoldt a Tiffany Johnsonová     | v postprodukci      |
| Daredevil: Znovuzrození | Daredevil: Born Again                  | 2                   | 8                   | březen 2026         | bude oznámeno       | Dario Scardapane    | Justin Benson, Aaron Moorhead, Solvan Naim, Iain B. MacDonald a Angela Barnesová | v postprodukci      |
|                         | zatím nepojmenovaný seriál o Visionovi | 1                   | 8                   | 2026                | bude oznámeno       | Terry Matalas       | Terry Matalas, Christopher J. Byrne, Vincenzo Natali a Gandja Monteirová         | v postprodukci      |

### Budoucí fáze
V únoru 2021 bylo odhalen seriál zasazený ve Wakandě, na kterém pracuje Ryan Coogler, scenárista a režisér filmů Black Panther (2018) a Black Panther: Wakanda nechť žije (2022).
V kteroukoli dobu od oznámení má Marvel Studios naplánované televizní seriály na pět až šest let dopředu. V prosinci 2020, kdy oznámilo seriály do konce roku 2022, bylo několik dalších plánováno až do roku 2028.
Stanice ABC mimo jiné po uzavření Marvel Television uvedla, že je odhodlána nadále uvádět obsah Marvelu. V lednu 2020 prezidentka ABC Entertainment Karey Burková řekla, že diskutovala s Feigem a Marvel Studios o možných seriálech od Marvel Studios vysílaných na ABC, poznamenala však, že se Marvel soustředil na seriály pro službu Disney+.

### Animované seriály
V roce 2019 Feige na San Diego Comic-Con oznámil, že na Disney+ bude vydán animovaný televizní seriál Co kdyby…?. Marvel Studios také vyvíjí vedle Co kdyby…? další animované seriály Marvel Zombies, Váš dobrý soused Spider-Man (od 2025). Oči Wakandy (2025) se jako jediný z animovaných seriálů zabývá posvátnou časovou osou.
| Český název                                              | Původní název                                 | Řada                                          | Díly                                          | Datum vydání                                  | Datum vydání                                  | Tvůrce                                        | Režisér                                       | Stav                                          |
| Český název                                              | Původní název                                 | Řada                                          | Díly                                          | První díl                                     | Poslední díl                                  | Tvůrce                                        | Režisér                                       | Stav                                          |
| Animované seriály zabývající se mnohovesmírem            | Animované seriály zabývající se mnohovesmírem | Animované seriály zabývající se mnohovesmírem | Animované seriály zabývající se mnohovesmírem | Animované seriály zabývající se mnohovesmírem | Animované seriály zabývající se mnohovesmírem | Animované seriály zabývající se mnohovesmírem | Animované seriály zabývající se mnohovesmírem | Animované seriály zabývající se mnohovesmírem |
| -------------------------------------------------------- | --------------------------------------------- | --------------------------------------------- | --------------------------------------------- | --------------------------------------------- | --------------------------------------------- | --------------------------------------------- | --------------------------------------------- | --------------------------------------------- |
| Co kdyby…?                                               | What If…?                                     | 1                                             | 9                                             | 11. srpna 2021                                | 6. října 2021                                 | A. C. Bradleyová                              | Bryan Andrews                                 | vydáno                                        |
| Co kdyby…?                                               | What If…?                                     | 2                                             | 9                                             | 22. prosince 2023                             | 30. prosince 2023                             | A. C. Bradleyová                              | Stephan Franck a Bryan Andrews                | vydáno                                        |
| Co kdyby…?                                               | What If…?                                     | 3                                             | 8                                             | 22. prosince 2024                             | 29. prosince 2024                             | Matthew Chauncey                              | Stephan Franck a Bryan Andrews                | vydáno                                        |
| Váš dobrý soused Spider-Man                              | Your Friendly Neighborhood Spider-Man         | 1                                             | 10                                            | 29. ledna 2025                                | 19. února 2025                                | Jeff Trammel                                  | Mel Zwyer, Liza Singergová a Stu Livingston   | vydáno                                        |
| Váš dobrý soused Spider-Man                              | Your Friendly Neighborhood Spider-Man         | 2                                             | bude oznámeno                                 | 2026                                          | bude oznámeno                                 | Jeff Trammel                                  | bude oznámeno                                 | ve výrobě                                     |
| Váš dobrý soused Spider-Man                              | Your Friendly Neighborhood Spider-Man         | 3                                             | bude oznámeno                                 | bude oznámeno                                 | bude oznámeno                                 | Jeff Trammel                                  | bude oznámeno                                 | v přípravě                                    |
|                                                          | Marvel Zombies                                | 1                                             | 4                                             | 24. září 2025                                 | 24. září 2025                                 | Bryan Andrews                                 | Bryan Andrews                                 | ve výrobě                                     |
| Animované seriály odehrávající se na posvátné časové ose |                                               |                                               |                                               |                                               |                                               |                                               |                                               |                                               |
| Oči Wakandy                                              | Eyes of Wakanda                               | 1                                             | 4                                             | 1. srpna 2025                                 | 1. srpna 2025                                 | Todd Harris                                   | Todd Harris                                   | vydáno                                        |

### Speciály
V prosinci 2020 byl oznámen speciál Strážci Galaxie: Sváteční speciál. V srpnu 2021 bylo ohlášeno, že Marvel Studios připravovalo halloweenský speciál Vlkodlak: Noční lovec, jehož produkce by měla začala na začátku roku 2022. Ústřední postavou by se stal Werewolf by Night.
| Český název                       | Původní název                               | Datum vydání       | Režie                 | Scénář                               | Stav           |
| Speciály                          | Speciály                                    | Speciály           | Speciály              | Speciály                             | Speciály       |
| --------------------------------- | ------------------------------------------- | ------------------ | --------------------- | ------------------------------------ | -------------- |
| Vlkodlak: Noční lovec             | Werewolf by Night                           | 7. října 2022      | Michael Giacchino     | Heather Quinnová a Peter Cameron     | vydáno         |
| Strážci Galaxie: Sváteční speciál | The Guardians of the Galaxy Holiday Special | 25. listopadu 2022 | James Gunn            | James Gunn                           | vydáno         |
|                                   | zatím nepojmenovaný speciál o Punisherovi   | 2026               | Reinaldo Marcus Green | Reinaldo Marcus Green a Jon Bernthal | v postprodukci |

### Přístup k seriálům
V lednu 2021 Feige popsal přístup Marvel Studios k televizním seriálům, vysvětlil, že streamování na Disney+ poskytlo Marvel Studios značnou flexibilitu s formáty pro každý ze seriálů. Některé z nich budou vytvořeny jako minisérie, které přímo povedou k celovečerním filmům, přičemž v budoucnu mohou být vyrobeny další řady. U dalších seriálu je od začátku plánováno několik řad, které stále zůstanou propojeny s filmy. Je jím například Loki. Mezi vydáním jednotlivých řad však může uběhnout řada let, podobně jako tomu je u seriálů Hra o trůny a Stranger Things. Feige dodal, že u každé minisérie nebo řady se počítalo přibližně s šesti hodinami obsahu. V závislosti na vyprávěném příběhu by však byl rozdělen různými způsoby, například do šesti hodinových dílů nebo devíti či deseti půlhodinových epizod. Prvotní seriály od Marvel Studios režíroval pouze jeden člověk, pozdější seriály však budou mít několik režisérů, kteří se budou starat o různý počet epizod. Feige řekl, že k tomu došlo kvůli kombinaci logistiky, potřebám každého příběhu a „vlastnímu internímu učení v dlouhodobé televizní produkci“ studia. Dodal, že podle potřeb seriálů bude studio měnit počet režisérů i v budoucnu.
Namísto běžné role showrunnera používá Marvel Studios termín „hlavní scenárista“ (z anglického head writer), protože k televizním seriálům přistupují jako k šesti hodinovým filmům. Kromě jiného podporují režiséry, aby navštěvovaly scenáristické týmy a byly součástí tvůrčího procesu, podobně jako jsou Feige a výkonní producenti Marvel Studios přiřazeni ke každému seriálu. Potvrdila to například hlavní scenáristka WandaVision Jac Schaefferová, režisérka The Falcon and the Winter Soldier Kari Skoglandová a režisérka Lokiho Kate Herronová. Skoglandová navíc popsala přístup jako „efektivní a výkonný“, protože seriály jsou příliš obsáhlé na to, aby se jich ujal pouze jeden showrunner. Navzdory hlavnímu scenáristovi má každý ze seriálů několik scenáristů a scenáristický tým, který vedou hlavní scenáristé. Ti jsou v titulcích označování jako tvůrci – „created for television by“ (v překladu vytvořeno pro televizi od). Michael Waldron, hlavní scenárista Lokiho, se vyjádřil k rozhodování, tvůrčímu procesu a hierarchii prvních tří seriálů od Marvel Studios. Řekl, že před natáčením má hlavní scenárista každého seriálu poslední slovo v kreativním rozhodováním. V tu chvíli se seriály přesunuly k „modelu více zaměřenému na funkce“, kde režisér přebírá roli běžného showrunnera a má poslední slovo při natáčení a v postprodukci, přičemž hlavní scenárista je přítomen během natáčení pro všechny potřebné přepisy a během postprodukce.